# 仙游寺法王塔
仙游寺法王塔位于中国陕西省周至县马召镇黑水峪口，是中国现存唯一一座隋代砖塔，1996年被列为第四批全国重点文物保护单位。
仙游寺始建于隋开皇十八年（598年），初名“仙游宫”。仁寿元年（601年）隋文帝命大光善寺僧童真护送佛舍利到此建塔安置，改称仙游寺。1999年因建设黑河水库将塔迁建于水库北塬上，于2003年完成。法王塔形制与小雁塔相似，属密檐式砖塔，平面呈方形，底边长8.7米，塔身七层，高35米。塔刹已毁。